# Rattus baluensis
Espèce
Statut de conservation UICN

 LC  : Préoccupation mineure
Rattus baluensis est une espèce de rongeurs de la famille des Muridae, du genre Rattus, endémique de Malaisie.

## Taxonomie
L'espèce est décrite pour la première fois par le mammalogiste anglais Michael Rogers Oldfield Thomas en 1894.

## Répartition et habitat
L'espèce est endémique de Malaisie et se rencontre dans les forêts tropicales humides du mont Kinabalu dans le nord de Bornéo entre 1 524 et 3 810 m d'altitude.

## Rattus baluensiset l'Homme

### Menaces
L'Union internationale pour la conservation de la nature la distingue comme espèce de « Préoccupation mineure » (LC) sur sa liste rouge.